# Auto Viação 1001
Auto Viação 1001 é uma empresa brasileira de transporte rodoviário.
A Viação 1001 atua especialmente nos estados do Rio de Janeiro e São Paulo, além de Minas Gerais, Espírito Santo e Santa Catarina. A sua sede fica em Niterói. Pertence ao Grupo JCA que faz parte do setor de transporte rodoviário de passageiros e é um dos maiores grupos de transporte interestadual do Rio de Janeiro, da qual também fazem parte as empresas Rápido Ribeirão Preto, Auto Viação Catarinense, Rápido Macaense, Expresso do Sul e Viação Cometa (que foi incorporada ao grupo JCA em dezembro de 2001), além das Barcas SA, empresa de transporte hidroviário responsável pela travessia de passageiros na baía de Guanabara. Seu proprietário é Jelson da Costa Antunes.

## História
A empresa Auto Viação 1001 foi fundada em 1946, na cidade de Jundiaí, em São Paulo. Em 1968, Jelson da Costa Antunes adquiriu a empresa, que na época já operava no transporte rodoviário no estado do Rio de Janeiro.